# Mitch Daniels
Mitchell Elias Daniels (Monongahela, 7 aprile 1949) è un politico statunitense, governatore dell'Indiana dal 2005 al 2013. In precedenza ha ricoperto diversi ruoli direttivi nelle amministrazioni Reagan e Bush Jr..